# Noyz Narcos
Noyz Narcos, pseudonimo di Emanuele Frasca (Roma, 15 dicembre 1979), è un rapper e produttore discografico italiano.

## Biografia

### Primi anni eNon dormire(1996-2005)
Nato a Roma nel 1979 da padre siciliano, originario di Modica, è cresciuto nel quartiere Monte Sacro. Si è avvicinato all'hip hop nei primi anni novanta, iniziando come writer ed entrando a far parte dei TBF Crew e dei Savage Boys. Poco dopo ha conosciuto Fetz Darko, grazie al quale è entrato nel gruppo Erreaccanegativo, iniziando a fare i primi freestyle. Nel 1996 ha abbandonato il gruppo per continuare a dedicarsi alla scrittura.
Nel 2000 si è riavvicinato all'hip hop e nel corso di una jam session ha conosciuto i rapper Gel, Metal Carter, Cole e DJ Kimo, fondatori dei Truceboys. Insieme hanno intrapreso una collaborazione culminata nel 2003 con la pubblicazione dell'unico album in studio Sangue.
Il successivo periodo in cui i membri del gruppo percorrono strade soliste dopo la creazione del collettivo TruceKlan è molto positivo per Noyz Narcos, che nel 2005 pubblica il suo primo album da solista, intitolato Non dormire e che vede la partecipazione dei componenti dei Truceboys e di altri artisti della scena hip hop romana, le produzioni del disco sono quasi tutte di Noyz con la collaborazione di basso e chitarra di Steph Sound (Undertakers), il disco è stato pubblicato dall'etichetta indipendente Traffik Records, fondata da Noyz stesso.

### La calda notte(ft Chicoria) eVerano zombie(2006-2007)
Nel 2006 Noyz Narcos collabora insieme a Chicoria (proveniente dai In the Panchine), realizzando l'album La calda notte. Pubblicato dalla Traffik Records, La calda notte è composto da un CD contenente 13 brani alla quale collaborano gli artisti del TruceKlan, e da un DVD contenente i concerti dal vivo del TruceKlan, oltre a un video musicale mai distribuito sulle emittenti televisive perché a carattere esplicitamente pornografico.
Nel 2007 Noyz Narcos pubblica Verano zombie, un album nel quale le sonorità strumentali di Non dormire (nel quale era già presente un brano intitolato appunto Verano zombie) vengono accantonate per passare a beat ugualmente aggressivi ma non sempre di matrice chitarristica come quelli di Non dormire, nel quale era presente anche un assolo nel brano Grand Finale. Dal punto di vista tematico, continuano i riferimenti a violenza di strada, droga e disagio sociale, pur diminuendo le tematiche di horrorcore. All'album collaborano Metal Carter, Gel, Cole, Mystic One, Duke Montana, Chicoria, membri del TruceKlan, il rapper Danno dei Colle der Fomento e infine Gué, Marracash e Vincenzo da Via Anfossi della Dogo Gang. Nello stesso anno, insieme a esponenti del TruceKlan e ai Club Dogo, recita nel film Mucchio selvaggio.

### Ministero dell'infernoe la collaborazione con DJ Gengis (2008-2009)

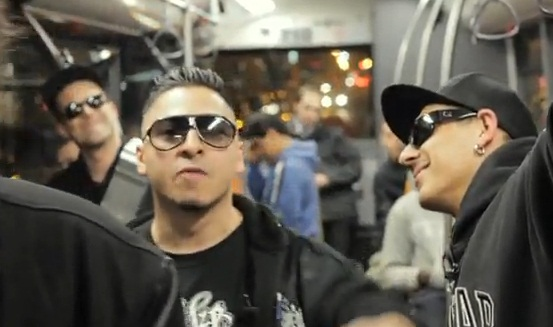
Noyz Narcos (a destra) con Duke Montana nel 2008

Nel marzo 2008 è uscita la raccolta Ministero dell'inferno, che vede come protagonista il TruceKlan al completo affiancato da diversi nomi noti della scena hip hop italiana e non, quali Club Dogo, Kaos, Santo Trafficante, Fabri Fibra, Gente de Borgata, Danno, e da realtà musicali totalmente slegate dal contesto hip hop: Cripple Bastards, Miss Violetta Beauregarde e Pinta Facile. L'atipicità delle collaborazioni, l'uso di campioni provenienti dalle colonne sonore di un certo filone cinematografico, le atmosfere cupe e oscure dei beats, le liriche esclusivamente imperniate su disagio esistenziale, degrado urbano, immaginari orrorifici, affrontati con crudezza, cinismo e totale disincanto, vogliono costituire un punto di rottura rispetto a tutte le compilation di rap nostrano uscite fino ad ora. La produzione dei beats è affidata a Lou Chano, Fuzzy, Rough, Don Joe, Noyz Narcos, C.U.N.S., Giordy Beat, DJ Gengis. Inoltre recita insieme a Chicoria, Duke Montana e Cole nel cortometraggio Ganja Fiction.
Nello stesso anno esce il mixtape The Best Out Mixtape, prodotto insieme a DJ Gengis. Il disco ha visto la partecipazione di molti MC italiani e ha riscosso un grande successo tanto da rendere indispensabile la realizzazione di un secondo volume, in circolazione da giugno 2009.

### Guiltye la B.B.C. con Metal Carter e Duke Montana (2009-2011)
Il 29 gennaio 2010, Noyz Narcos ha pubblicato il terzo album in studio Guilty, anticipato dai video dei brani M3 e di Mosche nere, rispettivamente pubblicati il 1º novembre 2009 e l'11 gennaio 2010. L'album vanta collaborazioni con i maggiori esponenti della scena rap mainstream italiana quali Club Dogo, Marracash, Fabri Fibra e molti altri. Questo album mostra tematiche più introspettive e meno crude, pur rimanendo fortemente affine all'hardcore e al conscious hip hop.
Nel 2011 Noyz Narcos, Metal Carter e Duke Montana fondano i B.B.C. (acronimo di "Black Bandana Click"). Il primo progetto avrebbe dovuto essere l'album Klan Related, ma dopo la pubblicazione dei video per Metal Carter (Undead), Duke Montana (Anthem) e Noyz Narcos (Drag You to Hell) il progetto fallisce a causa di diverbi tra Noyz e Duke e i tre brani vengono raccolti nell'EP B.B.C. Project Single.

### The Best of the Beast Tour (2011-2012)
Il 15 ottobre 2011 Noyz Narcos ha partecipato al "HitWeek Festival" di Miami insieme ad artisti come Caparezza e i Casino Royale e dopo essere tornato dall'America Noyz partirà con il suo nuovo tour chiamato The Best of The Beast organizzato da Live Nation, Propaganda Agency e Propapromoz. Il tour è nato per annunciare il suo prossimo album intitolato Monster inizialmente previsto per il 2012 ed è partito il 31 ottobre da Novara finendo il 26 dicembre a Cagliari, ha compreso 12 date nei maggiori club d'Italia. Nel tour è stato accompagnato dai membri del TruceKlan Mystic One e DJ Gengis. Il 28 gennaio 2012 a Milano Noyz Narcos accompagnato da DJ Gengis ha aperto il concerto dei Dope D.O.D. al loro primo tour europeo, la serata si è chiamata The Wild Beat Massacre.
A febbraio 2012 esce il video di Wild Boys, brano realizzato in collaborazione con Gast. Il 31 maggio apre il concerto a Roma del collettivo hip hop statunitense La Coka Nostra nel loro Masters of the Dark Arts Tour. Il 23 luglio, Noyz Narcos e Metal Carter rilasciano un'intervista per Vice Italy dove raccontano la loro carriera da prima dei Truceboys fino ad oggi. Il 15 novembre è stato ospite al programma dei The Pills su Deejay TV e nello stesso giorno è stato pubblicato il video del brano 16 Barre, inciso in collaborazione con Aban ed estratto dall'album di quest'ultimo, Ordinaria follia - The Good Side.

### Monster(2012-2014)
Il 22 maggio 2012 viene pubblicato Game Over, singolo che ha anticipato la pubblicazione del quarto album in studio del rapper, intitolato Monster e inizialmente previsto per la fine del mese. Questo album presenta testi più tecnicamente ricercati, meno horrorcore e più introspettivi. Il 23 novembre tramite Propaganda Records vengono annunciati i produttori di Monster, ovvero Denny the Cool, Don Joe, Frenetik Beat, Fritz da Cat, Fuzzy, Kiquè Velasquez, Mace, Shablo, DJ Sine e The Ortopedic.
Il 13 marzo 2013 vengono annunciati sia la copertina dell'album che la data di pubblicazione, fissata al 9 aprile; nella stessa data è stato annunciato il video del brano Attica, pubblicato sul canale YouTube di Noyz Narcos il 18 marzo. L'album è uscito per la Propaganda Records ed è stato distribuito dalla Sony Music. Tramite Facebook, la Propaganda Records ha pubblicato le prime sette date del Monster Tour 2013, partito il 30 marzo a Genova; per il tour Noyz si è avvalso della collaborazione di DJ Gengis, Chicoria e Gast. Monster si presenta composto da vari esponenti del TruceKlan come Chicoria, Metal Carter, Mystic One e Gast, oltre anche a Nex Cassel e Gionni Gioielli, Aban, Vacca e Tormento; c'è un'altra collaborazione con Fetz Darko dopo Cinemacciaio e in più nel disco ci sono due scratch di DJ Gengis. Il disco ha debuttato alla settima posizione della classifica italiana degli album. Il 18 aprile è stato pubblicato il video di Rob Zombie di Salmo in collaborazione con Noyz, mentre il 13 maggio è stato pubblicato il terzo videoclip proveniente da Monster, Alfa Alfa. Nello stesso ha preso parte alla colonna sonora del film Le formiche della città morta.
Il 13 luglio 2013 a Milano ha aperto il concerto dei Wu-Tang Clan, mentre due giorni più tardi ha pubblicato il video della title track Monster, diretto da Trash Secco. Sempre nel 2013, Noyz Narcos intraprende una serie di collaborazioni, tra cui quella con Fritz da Cat al brano With or Without It (a cui hanno partecipato anche i Calibro 35), il quale è stato inserito inizialmente in Leaks e successivamente anche in Fritz, e con DJ Gengis al brano Casey Jones, inserito nel mixtape Rome Sweet Home.
Tra la fine del 2013 e l'inizio del 2014, Noyz Narcos ha pubblicato altri due video estratti da Monster, ovvero Dope Boys e Drive Solo. I video sono stati rispettivamente pubblicati il 20 novembre 2013 e il 14 febbraio 2014.

### Localz Only(2015)
Nel mese di maggio 2015, Noyz Narcos ha annunciato la pubblicazione di un album in studio realizzato con la collaborazione del produttore Fritz da Cat. Distribuito dalla Universal Music Group, l'album si intitola Localz Only ed è stato pubblicato il 1º giugno dello stesso anno; anticipato il 14 maggio dal video della title track, l'album ha debuttato alla quarta posizione della classifica italiana degli album, nella quale è rimasto per oltre dieci settimane. L'album è stato promosso anche dai video dei brani Dal tramonto all'alba e "El Padre", usciti rispettivamente il 10 giugno e il 2 ottobre 2015.
Il 18 giugno il rapper è stato arrestato per detenzione di droghe leggere da agenti del commissariato di Quarto Oggiaro a Milano: in casa gli sono state trovate sette bustine di marijuana, alcuni pezzi di hashish e un bilancino di precisione. Il rapper è stato rilasciato nello stesso giorno.
Il 10 settembre è stato pubblicato il video di Stratocaster, brano inciso da Ensi con Noyz Narcos e Salmo e originariamente pubblicato nell'album di Ensi Rock Steady. Nel mese di novembre è stato ospite alla World Final del Red Bull BC One tenutosi al Palazzo dei Congressi di Roma insieme a Ensi e Clementino, con i quali ha realizzato un brano esclusivo per la finale della competizione prodotto dai Crookers e con Alien Dee al beatbox.

### Enemy(2016-2020)
Il 7 giugno 2016 Noyz Narcos ha pubblicato attraverso YouTube il video di un brano inedito intitolato Training Day, prodotto da The Night Skinny. A esso ha fatto seguito il singolo Lobo, uscito per il download digitale il 7 febbraio 2017 e anch'esso accompagnato dal relativo video. Nello stesso periodo ha collaborato nuovamente con The Night Skinny per la realizzazione del singolo Dope Games, uscito l'11 maggio 2017.
Il 16 marzo 2018 il rapper ha annunciato il quinto album in studio Enemy, che presenta un totale di sette collaborazioni (Salmo, Achille Lauro, Luchè, Capo Plaza, Rkomi, Coez e Carl Brave x Franco126). Il disco, uscito il 13 aprile, è stato anticipato dal singolo Sinnò me moro. Già il 23 aprile seguente l'album viene certificato disco d'oro dalla Federazione Industria Musicale Italiana, divenendo il primo disco nella carriera dell'artista ad ottenere tale riconoscimento. Enemy, secondo l'artista, avrebbe dovuto rappresentare il suo ultimo album in assoluto prima di ritirarsi dalle scene.
Nel 2019 ha preso parte all'album Mattoni del produttore The Night Skinny nei brani Street Advisor, Bad People e Mattoni.

### Virus(2021-presente)
L'8 dicembre 2021 Noyz Narcos ha annunciato l'uscita del sesto album Virus attraverso un video che spiega il ritorno sulle scene. Cinque giorni dopo è stata rivelata l'uscita del documentario Dope Boys Alphabet, diretto da Marco Proserpio e volto a ripercorrere la carriera del rapper dagli esordi fino alle sessioni di lavorazione di Virus; nei titoli di coda vi appare in sottofondo un brano tratto da Virus, ovvero Dope Boy.
Il disco è stato pubblicato il 14 gennaio 2022 attraverso la Thaurus ed è stato prodotto in gran parte da The Night Skinny. In esso sono presenti brani realizzati con la partecipazione di svariati artisti della scena hip hop italiana e non, tra cui Capo Plaza, Franco126, Guè, Raekwon del Wu-Tang Clan e Sfera Ebbasta. A distanza di una settimana dalla sua uscita è stato certificato disco d'oro dalla FIMI. Un anno dopo nel 2023 è uscito in collaborazione con Salmo l'album Cult.

## Stile ed influenze
Il rap di Noyz Narcos è per lo più crudo e violento con tematiche cupe e ricorrenti citazioni di cinema dell'orrore e b-movie. Nella scena hip hop nazionale Noyz, e il resto del Truceklan, hanno portato sonorità innovative per il rap italiano. In un'intervista concessa a Down with Bassi, Noyz Narcos parla dell'album  I Need Drugs di Necro , aggiungendo anche Illmatic di Nas, Magnum Force degli Heltah Skeltah, Diplomatic Immunity dei The Diplomats tra quelli che lo hanno maggiormente influenzato; andando sulla scena new school d'oltreoceano parla della Odd Future di Tyler, the Creator e il disco Doris di Earl Sweatshirt come migliori prodotti usciti negli ultimi tempi. Invece tra le sue maggiori influenze del rap italiano ci sono i Colle der Fomento, Cor Veleno e Supremo 73.
Oltre alla musica rap, lo stile di Noyz presenta anche influenze punk metal, come viene dimostrato dall'album Non dormire, interamente realizzato con veri e propri assoli di basso e chitarra realizzati da Stefano Casanica del gruppo grindcore Undertakers, oppure le collaborazioni con Miss Violetta. Dichiara inoltre che uno dei suoi album preferiti è l'omonimo disco degli Iron Maiden.
Al di fuori del rap, nella scena musicale italiana è fan di Vasco Rossi e Gabriella Ferri.

## Discografia
- 2005 – Non dormire
- 2006 – La calda notte (con Chicoria)
- 2007 – Verano zombie
- 2010 – Guilty
- 2013 – Monster
- 2015 – Localz Only (con Fritz da Cat)
- 2018 – Enemy
- 2022 – Virus
- 2023 – Cult (con Salmo)

## Attività extra musicali

### Partecipazioni televisive
- 2008 – Rapture (con il TruceKlan)
- 2009 – Total Request Live (con i Club Dogo)
- 2010 – Hip Hop TV 2th B-Day Party
- 2011 – Centocelle INK, Hip Hop TV 3th B-Day Party
- 2012 – Hip Hop TV 4th B-Day Party, The Pills
- 2013 – The Flow, Hip Hop TV 5th B-Day Party
- 2014 – Concerto del Primo Maggio (con Rocco Hunt); The Flow, Hip Hop TV 6th B-Day Party
- 2015 – Hip Hop TV 7th B-Day Party; Troppo giusti, Red Bull BC One (con Ensi e Clementino)
- 2024 – Nuova scena

### Partecipazioni radiofoniche
- 2009 – Radio disagio
- 2013 – One Two One Two, Doppia Acca
- 2015 – One Two One Two

## Filmografia
- La calda notte, regia di Matteo Swaitz (2006)
- Mucchio selvaggio, regia di Matteo Swaitz (2007)
- Ganja Fiction, regia di Mirko Virgili (2013)
- Zeta - Una storia hip-hop, regia di Cosimo Alemà (2016)
- Dope Boys Alphabet, regia di Marco Proserpio (2022)
- Cult, il film, regia di Dario Argento (2023)
- Gangs of Milano - Le nuove storie del Blocco - serie TV, episodio 2x05 (2025)

## Tournée

### Principali
- 2010/11 – Guilty Tour
- 2012 – The Best of the Beast Tour
- 2013 – Monster Tour
- 2014/15 – Monster Reloaded Tour
- 2015 – Localz Only Tour
- 2016 – Noyz Narcos Does Italy
- 2018 – Enemy Tour
- 2022 – Virus Tour
- 2024 – Cult Hellraisers Tour (con Salmo)

### Come artista ospite
- 2013/14 – Fritz Tour
- 2014 – Rome Sweet Home Official Tour